# Операція НАТО в Боснії та Герцеговині (1995)
Операція НАТО в Боснії та Герцеговині, також відома під кодовою назвою «Обдумана сила» (англ. Deliberate Force) — це серія повітряних бомбардувань авіацією НАТО позицій боснійських сербів у 1995 році під час Боснійської війни, перша значна військова акція Північноатлантичного Альянсу на просторах колишньої Югославії. Операцію було розпочато 30 серпня і проведено згідно з мандатом ООН за участю 400 літаків (у тому числі 222 бойових) і 5 000 особового складу з 15 країн. Офіційно операцію закінчено 20 вересня 1995 року, фактично — 15 вересня 1995 року.

## Передісторія
Повітряні операції НАТО в Боснії почалися в жовтні 1992 року з метою нагляду за повітряним простором (операція «Скай монітор») та утримання зон заборони польотів (операція «Заборона на польоти») над Боснією та Герцеговиною. У період з 12 квітня 1993 р. до початку березня 1995 р. НАТО в Боснії і Герцеговині зробило 52 000 польотів. Ці операції на підтримку UNPROFOR (Сил Організації Об'єднаних Націй з охорони), нагляд за військовою забороною польотів над Боснією і повітряний міст для підтримки цивільного населення в Сараєві з літа 1992 року цілком можна класифікувати як успішні.

## Причини
Основною причиною військової інтервенції НАТО послужила загроза нападів з боку бійців армії Республіки Сербської на визначені ООН «зони безпеки» в Боснії, що становило небезпеку для особового складу частин UNPROFOR та мирних жителів цих зон.
У листопаді 1994 р. серби вперше провели наступ на зону безпеки ООН навколо міста Бихач. У травні близько 400 солдатів UNPROFOR і спостерігачів ООН було взято в заручники. 12 липня 1995 р. серби вторглись у зону безпеки м. Сребрениця, а 19 вересня — у зону безпеки Жепа. Наслідками були масові розстріли і так звані «етнічні чистки» серед мусульманського населення (Різня у Сребрениці). Після кривавого мінометного обстрілу ринку в Сараєві 28 серпня 1995 р. (Бійня на Маркале) Генеральний секретар ООН Бутрос Галі пригрозив масованими повітряними ударами по боснійських сербах.

## Хід операції

### Привід
Хоча операцію було заплановано і затверджено Північноатлантичною Радою ще у липні 1995 року, безпосереднім поштовхом до її початку був другий випадок кривавої бійні на сараєвському ринку Маркале 28 серпня 1995 р., у який влучило 5 мінометних мін, випущених, як стверджувалося, з боку сербських позицій біля міста, внаслідок чого 37 мирних жителів загинуло і 90 було поранено.

### Бомбардування

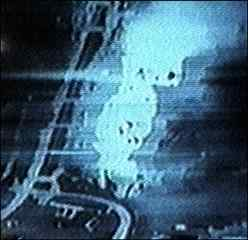
Бомбування цілей коло м. Пале

Літаки, залучені до операції користувалися авіабазою Авіано в Італії, а також злітними майданчиками американських авіаносців «Теодор Рузвельт» і «Америка». Шістдесят вісім відсотків (68%) боєприпасів, що застосовувалися в цій кампанії, являли собою високоточну зброю. Перші нальоти здійснили американські літаки F/A-18 Hornet і EA-6B Prowler, оснащені бомбами з лазерним наведенням та ракетами AGM-88 HARM. Їхньою метою було знешкодження сербських радарних і протиповітряних установок, що відкрило б шлях іншим союзницьким літакам. Одночасно їх підтримували бомбардувальники EF-111A Raven, блокуючи комунікації та радари.
Об'єднана мережа ППО боснійських сербів, включаючи літаки і зенітно-ракетні комплекси «земля-повітря» створювала високий рівень загроз в зоні дій авіації Альянсу. У перший же день сили НАТО пережили свою першу і єдину втрату у ході операції. У районі містечка Пале з допомогою переносного зенітного ракетного комплекса було збито французький Міраж-2000. Двох членів екіпажу було швидко схоплено і протримано в полоні до грудня Та у ніч на 10 вересня ракетний крейсер «Нормандія» типу «Тікондерога», перебуваючи на середині Адріатичного моря, випустив 13 ракет «Томагавк» по ключовій вежі радіорелейного зв'язку ППО в с. Лісіна недалеко від Баня-Луки. У кілька етапів відбувалися повітряні атаки на сербські військові склади, казарми і артилерійські позиції.
Німецькі збройні сили в ході операції «Обдумана сила» вперше з 1945 року взяли участь у бойових діях, а італійські військово-повітряні сили вперше долучилися до участі в рамках операції «Заборона на польоти» (Operation Deny Flight). Шість тактичних ударних літаків «Торнадо», обладнаних інфрачервоними розвідувальними пристроями, в супроводі 8-х перехоплювачів «Торнадо» точно визначили місцеположення сербських цілей для артилерійських частин НАТО навколо Сараєва. Артилерійське угрупування було частиною Сил швидкого реагування, розгорнених на горі Ігман для підтримки завдань авіації НАТО обстрілом артилерійських позицій сербів. Групою командував британський генерал-лейтенант Дік Епплгейт.
31 серпня 1995 р. UNPROFOR вимагає тимчасового припинення операції, з тим щоб визначити, чи готові серби до переговорів. У цей час літаки облітають обстріляні райони, щоб дізнатися про заподіяну шкоду.
Після того, як переговори виявилися безуспішними, НАТО 5 вересня о 10:00 відновлює бомбардування. Тоді як 9 вересня літаки Альянсу атакують позиції навколо міст Баня-Лука і Тузла, вже кілька днів тривають спроби знайти і врятувати збитих французьких льотчиків.

### Наслідки
14 вересня операцію знову зупинено. Причиною тому була згода Младича відкрити аеродром Сараєва, виведення важких озброєнь з околиць міста тощо.
20 вересня генерал Бернар Жанв'є і адмірал Руперт Сміт у Сараєві оголосили, що операція досягла своїх цілей і що в подальших діях немає потреби.

## Підсумки
Сили НАТО за 15 днів бомбардування провели 3 515 літако-вильотів на 338 окремих цілей і скинули на сербські позиції 1 026 авіабомб.
Ця повітряна операція мала ключове значення для тиску на Югославію Мілошевича з метою змусити сербів сісти за стіл переговорів, які привели до Дейтонської мирної угоди.
Масовані повітряні нальоти полегшили перебіг і сприяли результативності одночасної наземної наступальної операції хорватської армії проти країнських сербів, а також боснійських урядових військ проти боснійських сербів, що спричинило ряд нищівних поразок сербських сепаратистів і призвело до знищення сербського державного утвору у Хорватії.

## Залучені сили (НАТО)
Джерела даних:
| Держава                 | Вильоти | Відсоток (%) | Літаки                                                                                            |
| ----------------------- | ------- | ------------ | ------------------------------------------------------------------------------------------------- |
| Франція                 | 284     | 8,1%         | Mirage F-1, SEPECAT Jaguar, Mirage 2000, Super Etendard, E-3F, C-135, Puma                        |
| Німеччина               | 59      | 1,7%         | Tornado                                                                                           |
| Італія                  | 35      | 1,0%         | Tornado, AMX, Boeing 707, C-130, G-222, E-3                                                       |
| Нідерланди              | 198     | 5,6%         | F-16                                                                                              |
| Іспанія                 | 12      | 3,4%         | EF-18A, KC-130, CASA 212                                                                          |
| Туреччина               | 78      | 2,2%         | F-16                                                                                              |
| Сполучене Королівство   | 326     | 9,3%         | GR-7, FMK-3, L-1011, FA-2, E-3D                                                                   |
| Сполучені Штати Америки | 2318    | 65,9%        | A-10, F-15E, F/A-18, F-16, EA-6B, EC-130E, EC-130H, AC-130, MC-130, KC-135, KC-10, MH-53, EF-111A |
| НАТО                    | 96      | 2,7%         | E3A                                                                                               |
| Разом                   | 3515    | 100%         | -                                                                                                 |